# Sjövägen

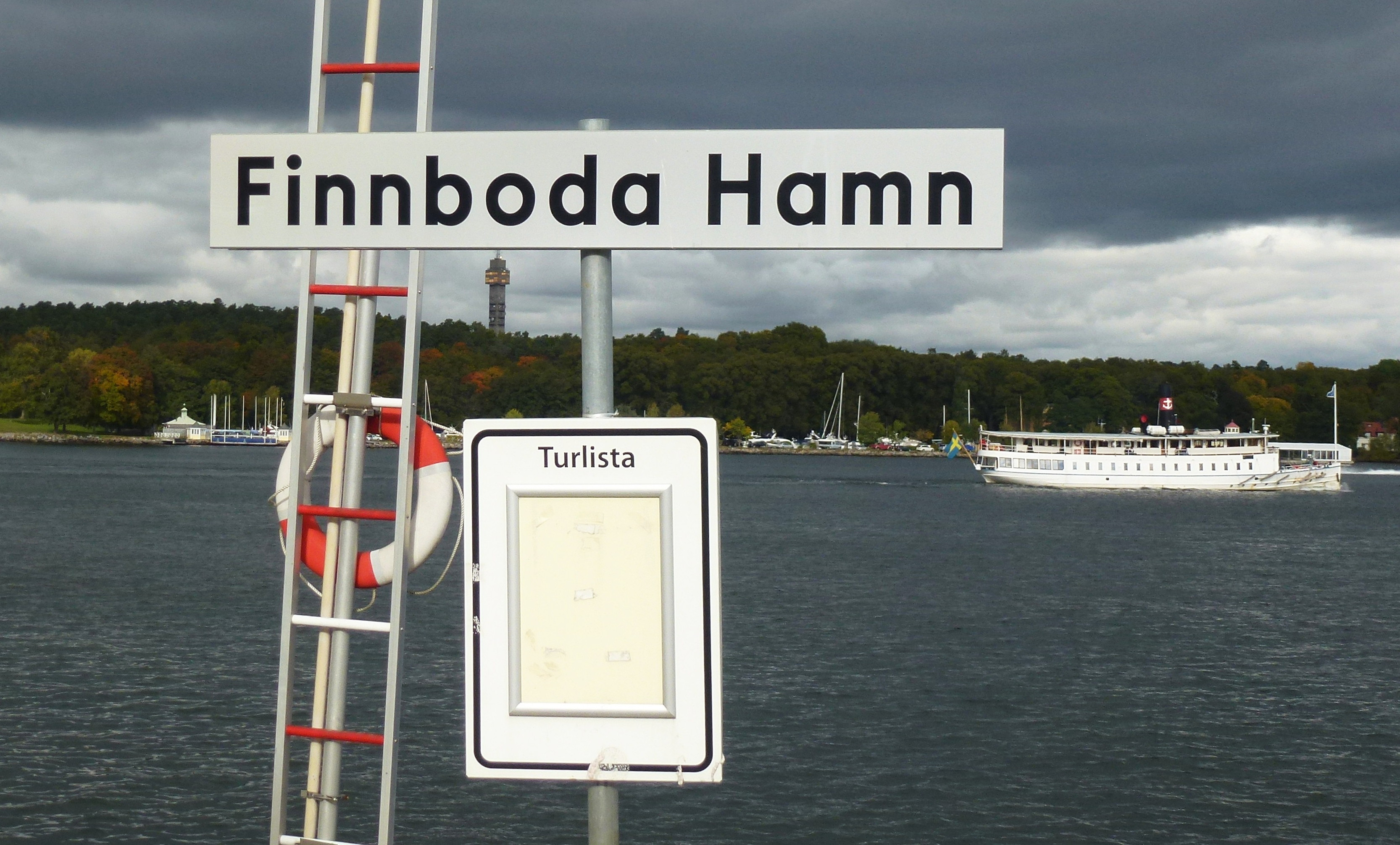
Hållplats Finnboda hamn.

Sjövägen, eller linje 80, är en pendelbåtslinje i Stockholms län. Linjen går mellan Nybroplan och Ropsten och vissa turer vidare mot Storholmen. Den drivs sedan april 2013 på ett flerårigt kontrakt av Rederiaktiebolaget Ballerina för Region Stockholms trafikförvaltning (Storstockholms Lokaltrafik).

## Beskrivning
Sjövägen är en vidareutveckling av den båttrafik som Vasakronan bedrev som en service åt sina hyresgäster i Nacka Strand i över tio år med M/S Ballerina och M/S Kanholmen. År 2016 trafikerades Sjövägen av den eldrivna Sjövägen samt av de dieselmotordrivna Gurli, M/S Kung Ring och M/S Hättan. Under hösten 2019 trafikerades linjen av Sjövägen, Ballerina, Kanholmen, Gurli, Kung Ring, Hättan, Kungshatt och Nämdöfjärd. Reservbåten Stockholms Ström 3 användes också i viss utsträckning.
Sjövägen startade som ett pilotprojekt 2010 för att med utökade turer och med SL:s periodkort undersöka förutsättningen för en mer storskalig kollektivtrafik till sjöss. Försöket ansågs framgångsrikt och pilotprojektet permanentades. M/S Ballerina trafikerade linjen till 2014. Samma år sattes el-båten E/S Sjövägen in på rutten. 1 januari 2020 inlemmades Sjövägen i SL:s linje 80 Nybroplan - Nacka - Lidingö - Ropsten - Storholmen.

## Bildgalleri

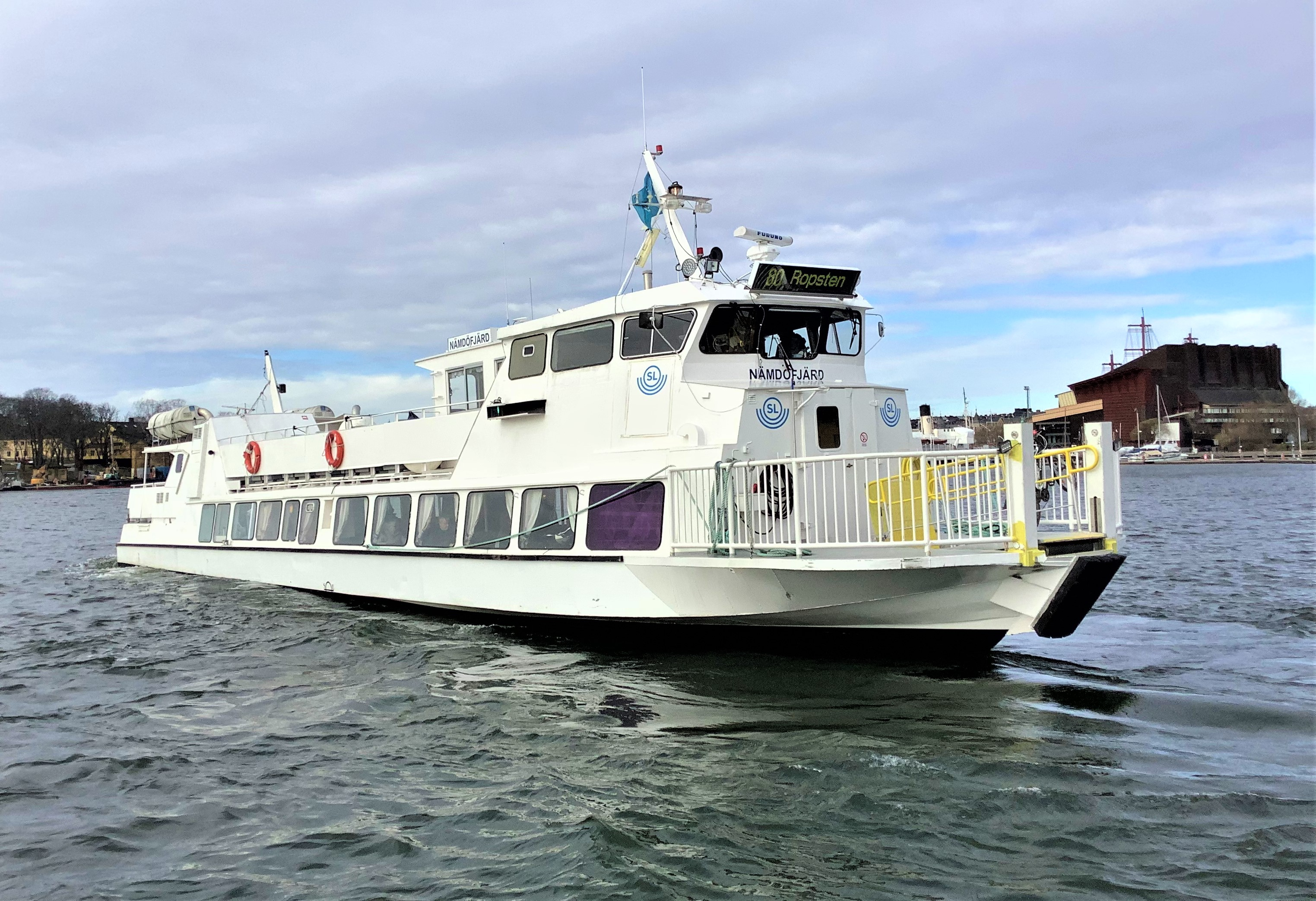
M/S Nämdöfjärd
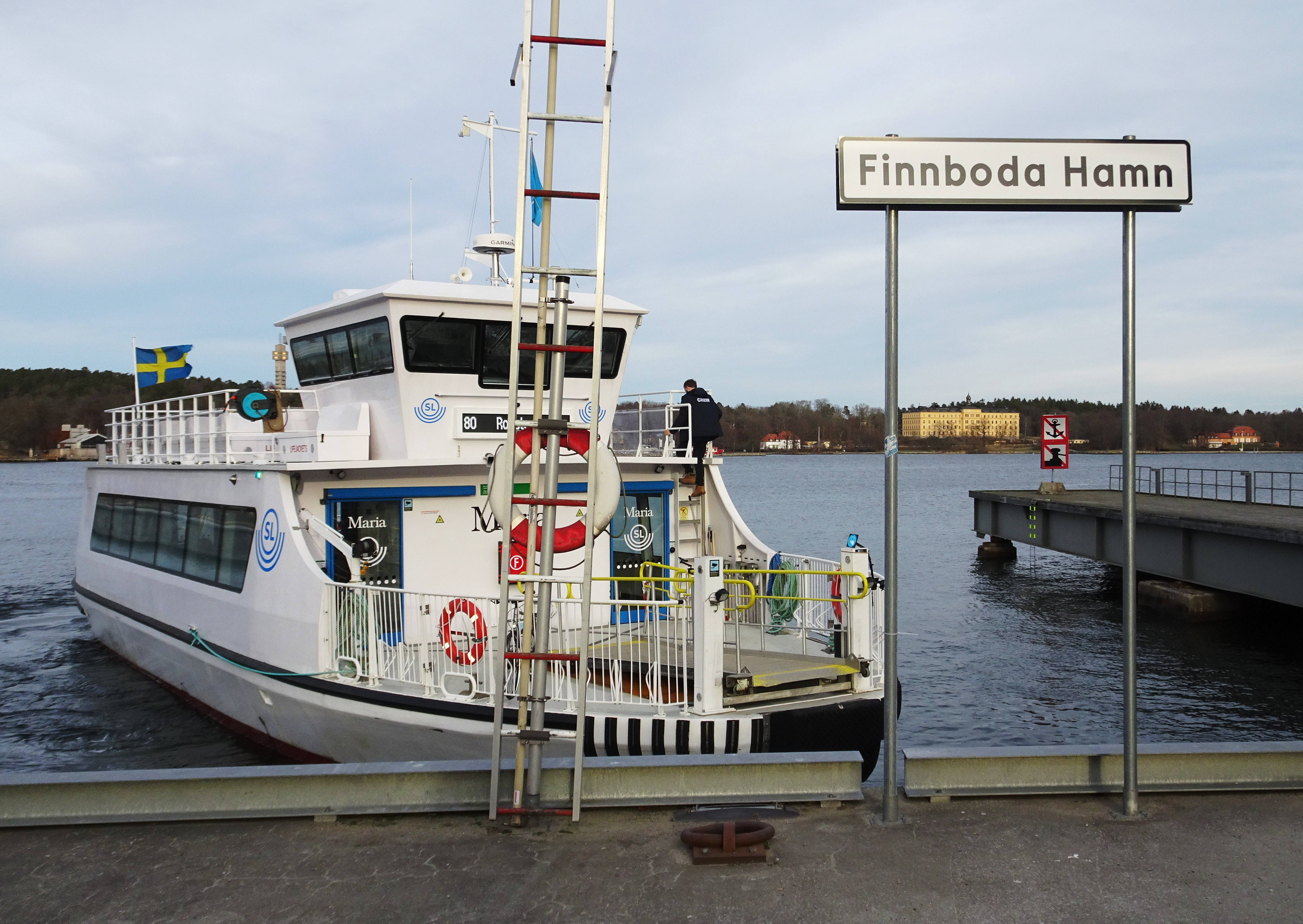
M/S Maria vid Finnboda Hamn
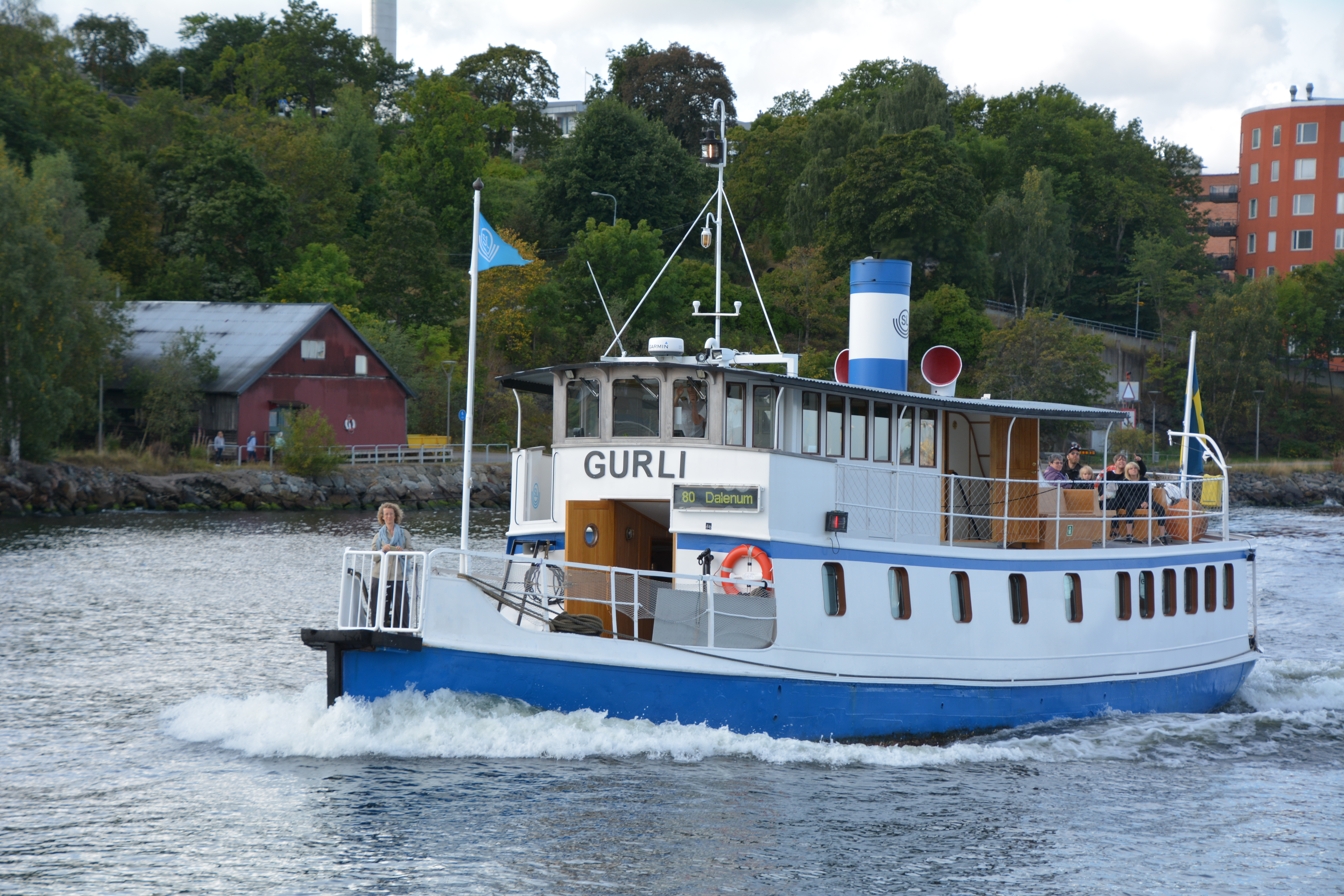
M/S Gurli
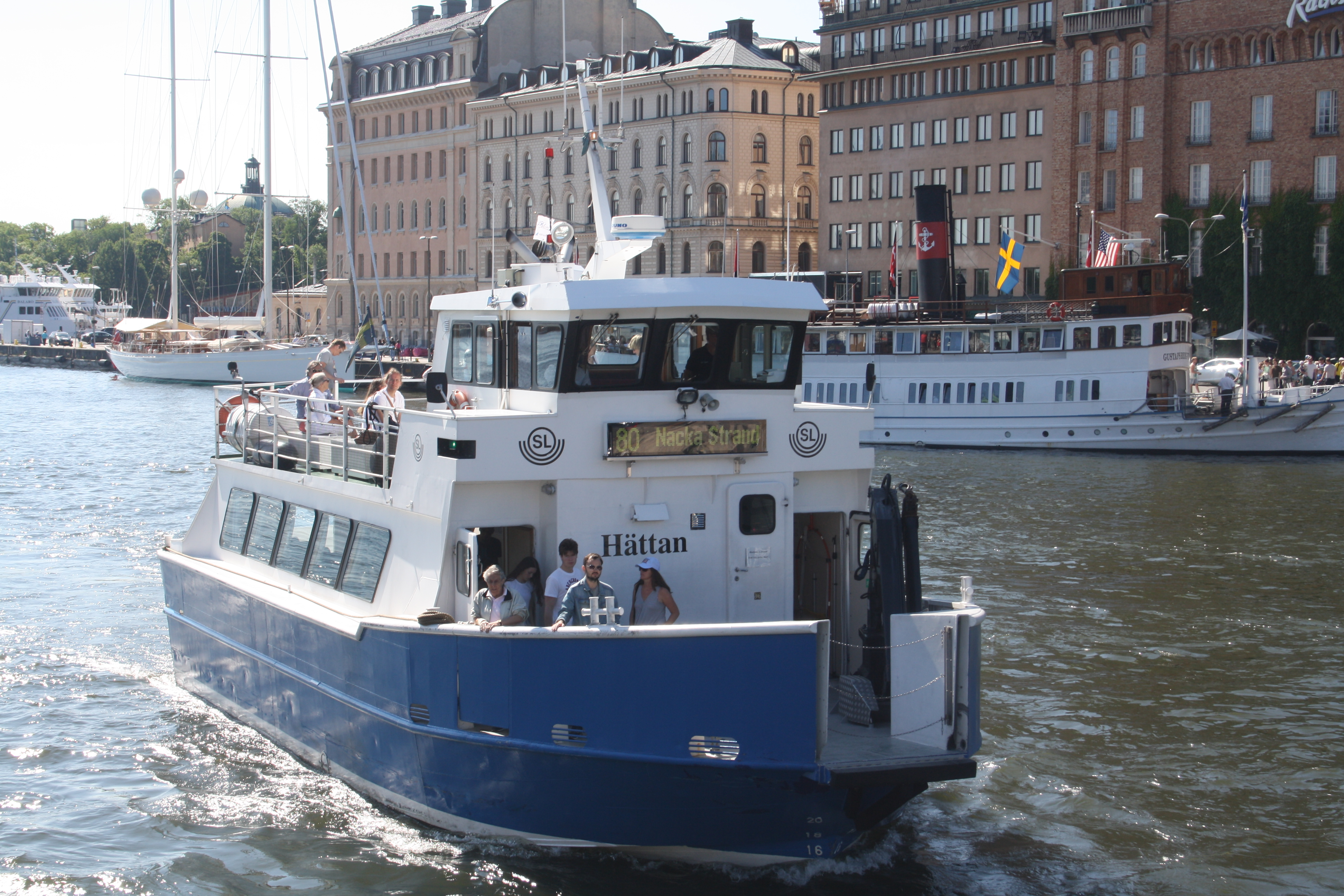
M/S Hättan

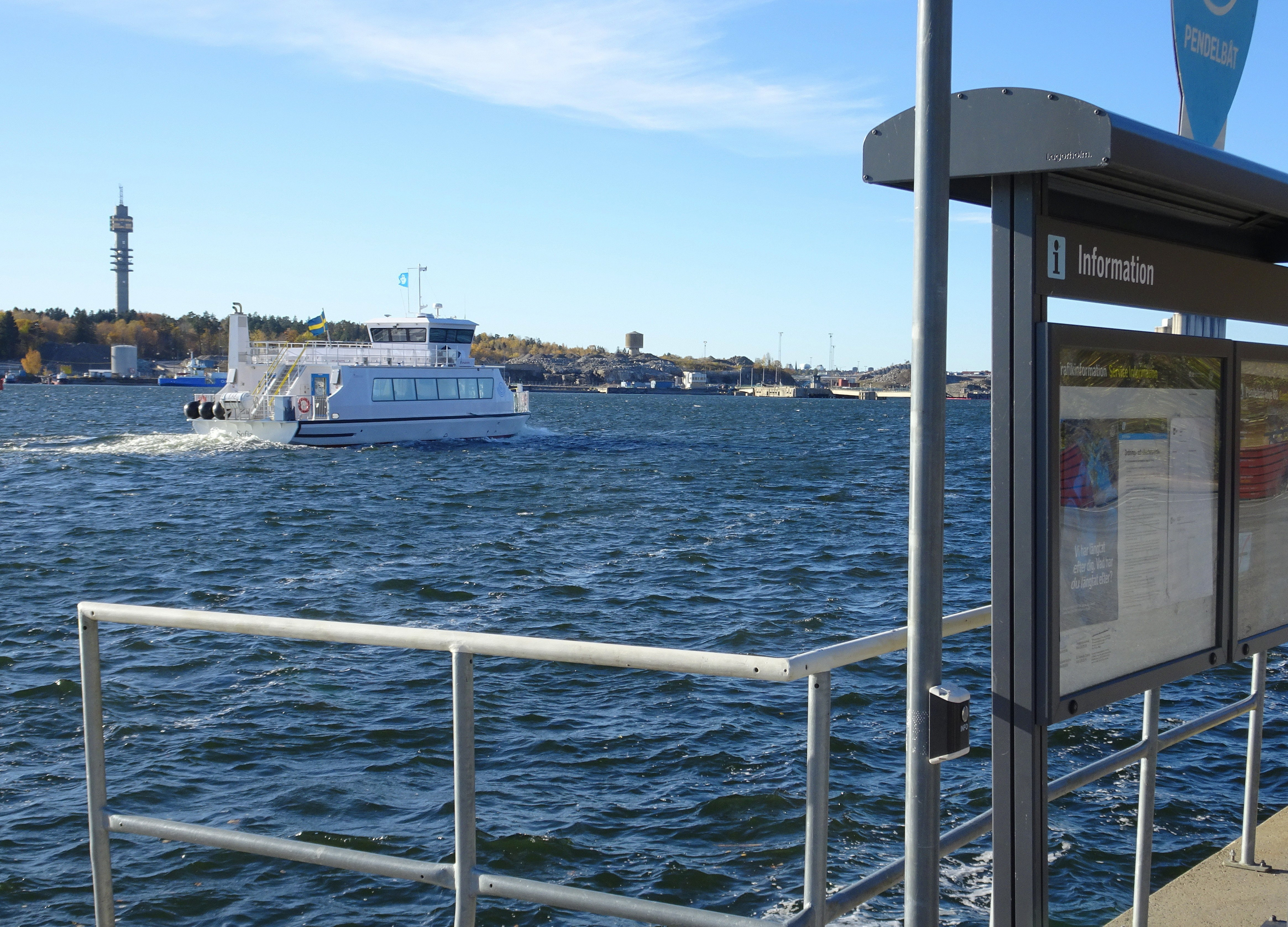
M/S Sofia lämnar Larsbergs brygga, Dalénum
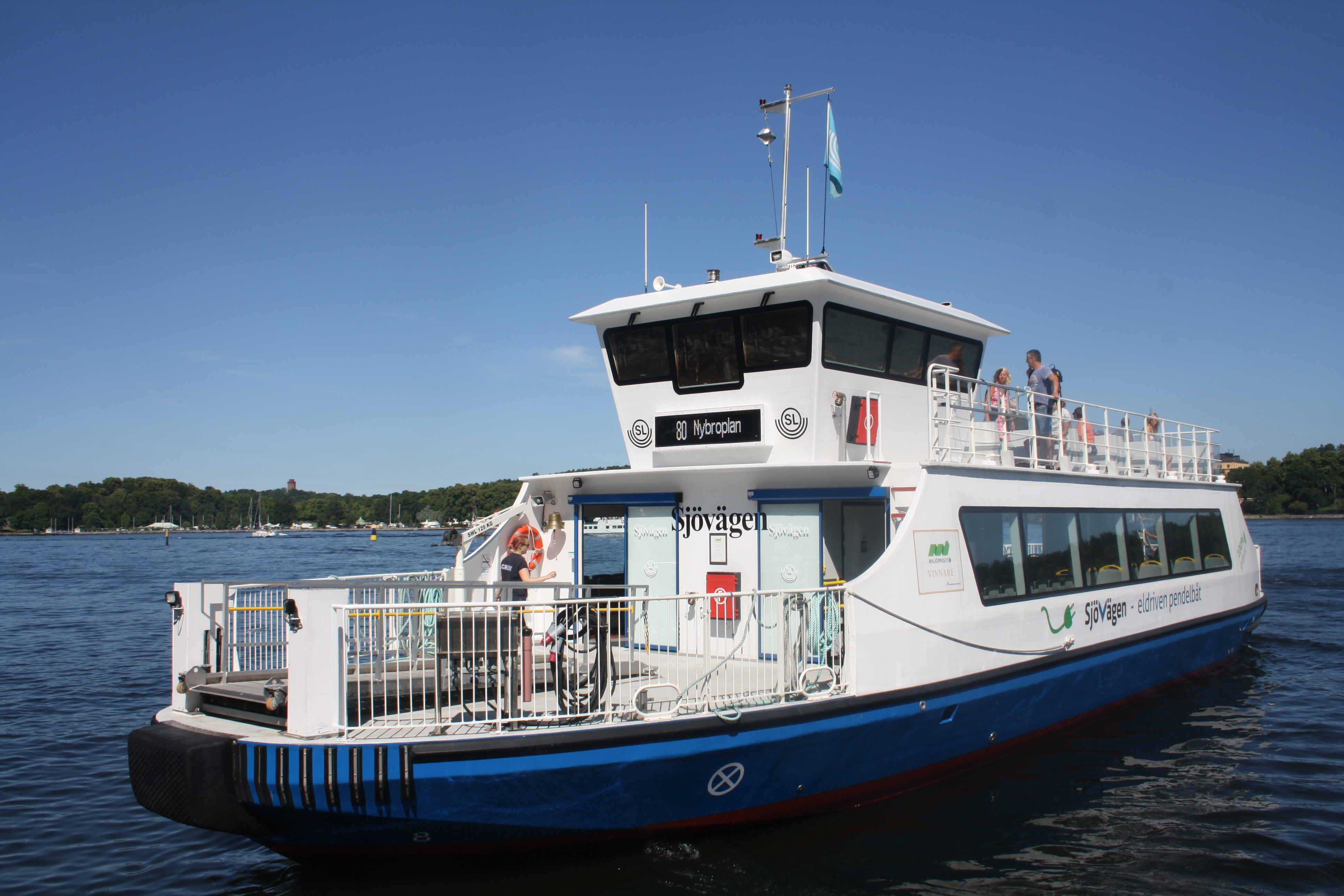
E/S Sjövägen lämnar Kvarnholmen
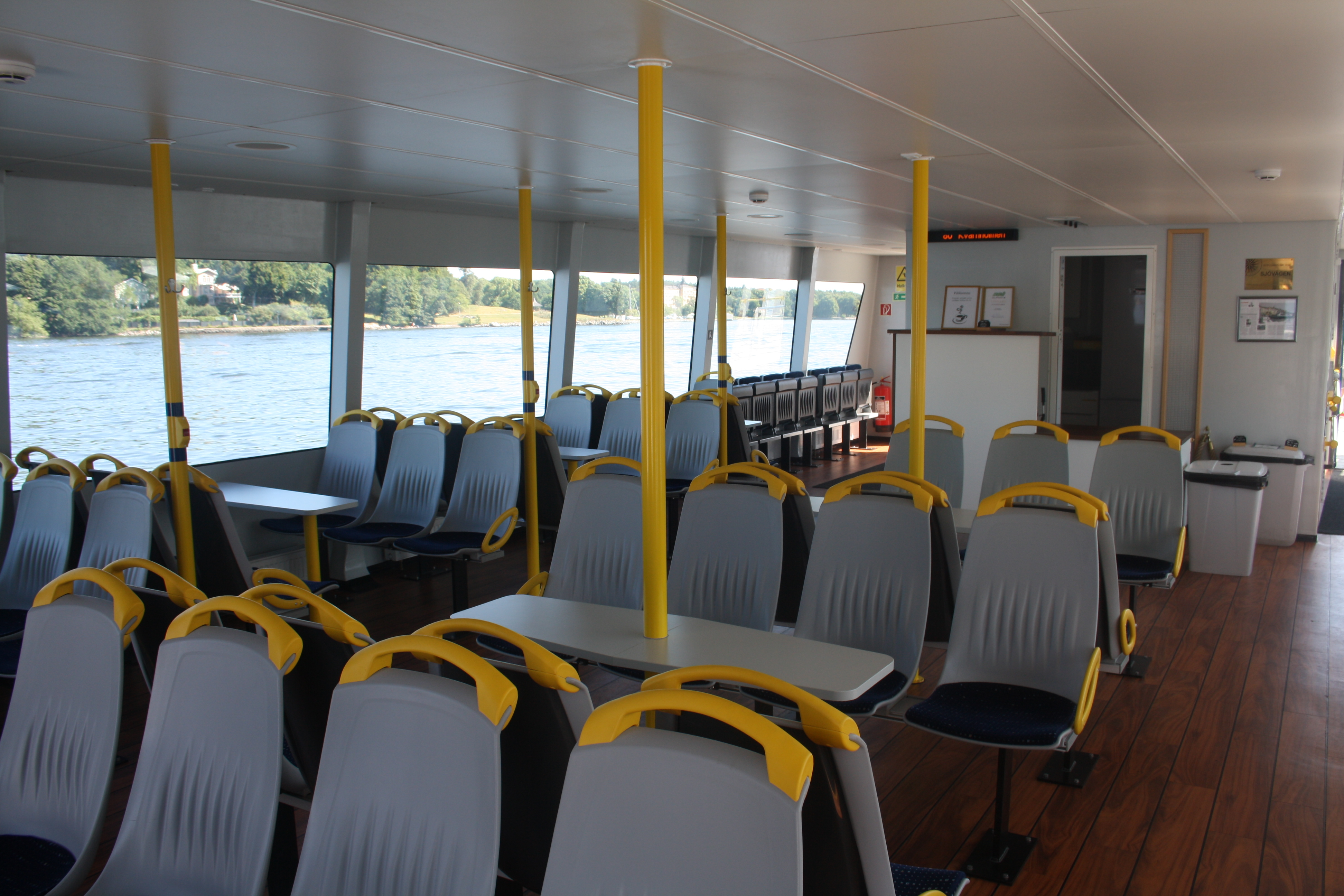
Ombord på E/S Sjövägen
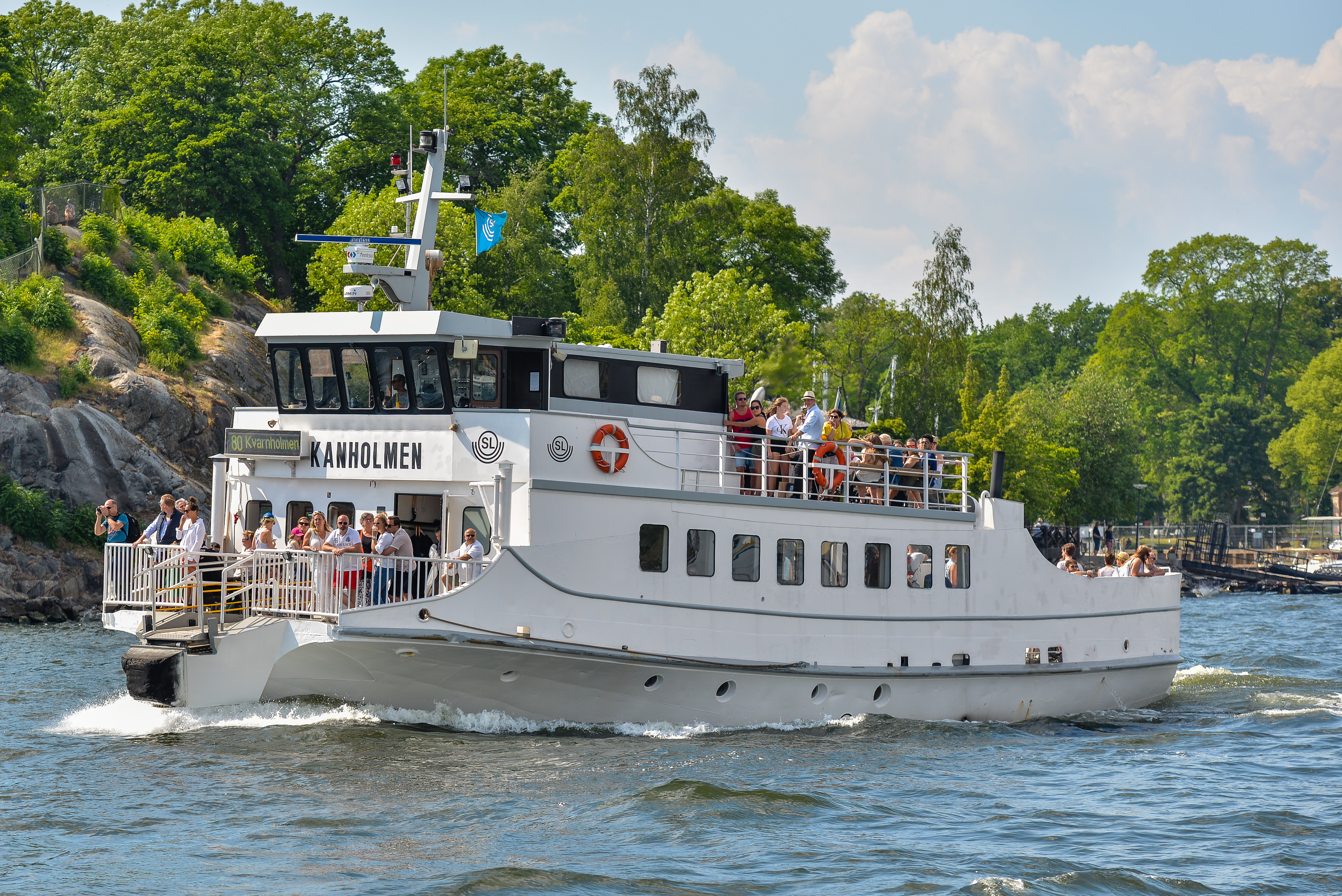
M/S Kanholmen